# Neanastatinae
Neanastatinae Kalina, 1984, è una sottofamiglia di insetti (Hymenoptera Chalcidoidea, fam. Eupelmidae) comprendente specie parassitoidi.

## Sistematica
La sottofamiglia, definita recentemente nell'ambito di una revisione della sistematica degli Eupelmidi, comprende i seguenti generi :
- ordine, Hymenoptera
  - gruppo Hymenoptera, Apocrita
    - gruppo Proctotrupomorpha
      - gruppo Chalcidoidea
        - famiglia Eupelmidae
          - sottofamiglia Neanastatinae Kalina, 1984 – 77 specie in 4 generei, 3 specie in Europa
            - genere Eopelma Gibson, 1989
            - genere Lambdobregma Gibson, 1989
            - genere Metapelma Westwood, 1835
            - genere Neanastatus Girault, 1913

          - Generi fossili, tutti del Baltico [2]
            - genere Aspidopleura Gibson, 1999
            - genere Brevivula Gibson, 1999
            - genere Neanaperiallus Gibson, 1999
            - genere Propelma Trjapitzin, 1963